# Long Rock
Long Rock – wieś w Anglii, w Kornwalii. Leży 3 km na północny wschód od miasta Penzance i 408 km na zachód od Londynu. Miejscowość liczy ok. 500 mieszkańców.